# ОШ „Мирко Јовановић” Крагујевац
Основна школа „Мирко Јовановић", је једна од најбројнијих васпитно-образовних установа у централном делу Србије.

## Историјат
Крајем седамдесетих година година прошлог века, већ зарасла у траву писта некадашњег аеродрома, почела је да поприма изглед градилишта. Смештен на брду изнад града преко Сушичког потока плато некадашњег стратешког војног објекта постао је изазов за архитекте, који су осмислили изглед насеља у коме треба да живи преко 20.000 становника. Негде до средине осамдесетих година завршена је изградња највећег броја стамбених зграда и насеље је попримило данашње обрисе.
Ту у централном делу насеља Аеродром никла је и наша основна школа, која је почела са радом 1. септембра 1982. године, а добила назив по народном хероју из НОР-а, Мирку Јовановићу.

### Школа некад
Школске 1982. године имали смо 1376 ученика распоређених у 41 одељење. У том периоду школи су припадала и 3 издвојена одељења у Петровцу, Грбицама и Шљивовцу, а први директор школе је био професор српског језика – Радомир Цабунац. Из године у годину, број ученика у нашој школи непрестано расте да би школске 1988/89. достигао максимум од 2637 ученика распоређених у 82 одељења ( били смо школа са највећим бројем ученика у тадашњој држави СФРЈ). Са овако великим бројем ученика школа је од свог оснивања радила у 3 смене у шестодневној наставној недељи. У потпуно неадекватним просторним условима настава и ваннаставне активности изводиле су се уз велике тешкоће.
Изградњом школе „Свети Сава“, наша школа делимично решава проблем и школске 1989/90. године по први пут од оснивања почиње са радом у петодневној наставној  недељи. Те школске године школа има 1848 ученика распоређених у 58 одељења.

#### Школа данас
Школа данас има 1460 ученика, распоређених у 49 одељења. Тренутно смо школа са највећим бројем ученика у Шумадији(последњих неколико година број ученика се повећао за око 150). Социо-економски статус родитеља је неуједначен. Школу похађају и ученици-расељена лица, деца ромске националности, а такође просторије школе користе и ученици из  СОШО „Вукашин Марковић“. Због задовољења потреба и деце и родитеља, школске 2009/2010. године, уведена је целодневна настава. Школске 2010/2011. захваљујући средствима локалне самоуправе, школа је надограђена, тако да смо постали богатији за још 250 m² учионичког простора у који смо сместили 2 одељења целодневне наставе и кабинет ликовне и музичке културе. У школи функционише и стоматолошка ординација.
Школа сарађује са многим културним и образовним институцијама, предузећима, пословним партнерима. Колектив је отворен према новим идејама, спреман на сарадњу, укључен  у бројне хуманитарне акције иподстиче креативност и стваралаштво ученика кроз бројне секције, додатну наставу и припремање ученика за такмичење. Кроз процесе самовредновања и развојног планирања школа се труди да, из године у годину, унапређује свој квалитет рада.  Школа има и велики број талентованих ученика који постижу завидне резултате на многим такмичењима како на градском нивоу, тако и на вишим нивоима (окружном, међуокружном и републичком).
У школи ради, заиста, квалитетан наставни кадар, који је спој искуства и млађих снага пуних знања и жеље да исто пренесу младим нараштајима.
Многи садашњи, а такође и бивши радници (наставно особље, административно, педагошка служба и помоћно-техничко особље) су  дали печат рада школи и допринели да она ради на овако високом нивоу како  сада ради.